# Distrito de Thu Duc
Thu Duc (em Vietnameita:Quan Thủ Đức) é um dos 24 distritos da Cidade de Ho Chi Minh, no Vietnam. Está localizado na região norte da cidade . Com uma área total de 47,76 km², o distrito tem uma população de 474 547 habitantes, de acordo com dados de 2010. É um dos distritos mais populosos da Cidade de Ho Chi Minh. O distrito está dividido em 12 pequenos subconjuntos que são chamados de alas.
Thu Duc abriga a Universidade Nacional da Cidade de Ho Chi Minh.